# Muriel Evans
Muriel Evans (20 de julio de 1910 – 26 de octubre de 2000) fue una actriz de cine estadounidense. Es sobre todo conocida por sus múltiples actuaciones en populares filmes de género wéstern de la década de 1930, gracias a las cuales recibió el premio Golden Boot.

## Primeros años y carrera
Su verdadero nombre era Muriel Adele Evanson, y nació en Mineápolis, Minnesota, en el seno de una familia de inmigrantes noruegos. Su padre murió cuando ella tenía solo dos meses de edad, por lo cual su madre se vio forzada a mudarse a California en busca de trabajo, consiguiendo colocarse como criada en los First National Studios. 
Evans pasaba las tardes en los decorados de los filmes, y pronto llamó la atención de un ejecutivo del estudio. El ejecutivo la presentó al director Robert Z. Leonard, que le dio un pequeño papel para representar junto a Corinne Griffith en la cinta de 1926 Mademoiselle Modiste. Evans siguió estudiando en la Hollywood High School y haciendo breves actuaciones en producciones teatrales veraniegas y en el cine mudo.
En 1929, Evans trabajó en los cortos cómicos mudos Good Night Nurse y Joyland, protagonizados por Lupino Lane. Poco después de completar Joyland, Evans dejó de actuar para acabar sus estudios. A finales de ese año se casó con Michael Cudahy, el rico vástago de una familia dedicada al negocio de la carne. La pareja viajó por el mundo y se afincó en Europa. En 1931 Evans decidió retomar su carrera cinematográfica, y dejó a su marido en París. La actriz volvió a Hollywood y fue contratada por MGM, empezando rápidamente a rodar. Ella y Cudahy se divorciaron en 1932.
A finales de ese año Evans protagonizó seis filmes, destacando de entre ellos Young Ironsides, con Charley Chase, y Pack Up Your Troubles, con Stan Laurel y Oliver Hardy. Ella rodó ocho cortos más con Chase, antes de que éste falleciera en 1940. 
El éxito de Evans se debía en gran parte a su agradable voz, la cual facilitó su transición del cine mudo al sonoro. Gracias a ello, en los años treinta trabajó con continuidad, y actuó en películas como la de Frank Capra El secreto de vivir, El enemigo público número uno (con Clark Gable y William Powell), y The Prizefighter and the Lady (con Myrna Loy). Mediada la década de 1930 Evans también empezó a coprotagonizar populares westerns junto a Tom Mix, John Wayne y Tex Ritter. Además trabajó en tres cintas de Hopalong Cassidy, actuando con William Boyd, y en siete westerns con Buck Jones.

## Últimos años
En 1936 Evans se casó con el agente de talentos Marshall R. Worchester. Hacia los treinta años de edad dejó el cine, aunque una de sus últimas actuaciones tuvo lugar en el corto de 1946 de Pete Smith Studio Visit. Poco después de retirarse, Evans y su marido se asentaron en Washington D. C. En la siguiente década trabajó en cuatro programas radiofónicos y en el show televisivo Hollywood Reporter. En 1951 el matrimonio volvió a Hollywood, aunque Evans nunca reinició su carrera de actriz. Finalmente se compraron una propiedad en Tarzana, California, interesándose Evans en el negocio inmobiliario.
Tras fallecer su marido en 1971, Evans empezó a trabajar como enfermera voluntaria en el Motion Picture and Television Country House and Hospital de Woodland Hills (Los Ángeles), no lejos de su domicilio. Tras sufrir un ictus en 1994, entró en el hospital como residente, y a menudo comía con actores con los cuales había trabajado antiguamente, entre ellos Anita Garvin. En 1999 Evans intervino en un documental, I Used to Be in Pictures, en el cual antiguos actores recordaban sus experiencias en el trabajo cinematográfico.
Muriel Evans falleció el 26 de octubre de 2000 a causa de un cáncer de colon en el Motion Picture and Television Country House and Hospital de Woodland Hills, California. Tenía 90 años de edad.

## Filmografía
| Año  | Título                        | Papel                         | Notas                                         |
| ---- | ----------------------------- | ----------------------------- | --------------------------------------------- |
| 1929 | Good Night Nurse              |                               |                                               |
| 1929 | Joyland                       |                               |                                               |
| 1932 | Young Ironsides               | Muriel Evans                  |                                               |
| 1932 | Pack Up Your Troubles         | Novia de Eddie                |                                               |
| 1932 | Hot Spot                      |                               |                                               |
| 1932 | Girl Grief                    |                               |                                               |
| 1932 | Now We'll Tell One            | Muriel Evans                  |                                               |
| 1932 | Mr. Bride                     |                               |                                               |
| 1933 | Fallen Arches                 | Muriel Gilbert                |                                               |
| 1933 | Fast Workers'                 | Enfermera                     |                                               |
| 1933 | Nature In the Wrong           | Muriel                        | Otro título: Tarzan In the Wrong              |
| 1933 | His Silent Racket             | Muriel                        |                                               |
| 1933 | Arabian Tights                | Miss Evans                    |                                               |
| 1933 | Thundering Taxis              | Mrs. Blacker                  |                                               |
| 1933 | Broadway to Hollywood         | Criada                        | Sin créditos Otro título: Ring Up the Curtain |
| 1933 | The Prizefighter and the Lady | Linda                         | Otro título: Every Woman's Man                |
| 1933 | Dancing Lady                  | Corista                       | Sin créditos                                  |
| 1933 | The Women in His Life         | Molly                         |                                               |
| 1933 | La reina Cristina de Suecia   | Camarera                      | Sin créditos                                  |
| 1934 | Heat Lightning                | Blonde Cutie                  |                                               |
| 1934 | El enemigo público número uno | Tootsie Malone                |                                               |
| 1934 | The Big Idea                  | Honey                         |                                               |
| 1934 | Hollywood Party               | Show Girl                     | Sin créditos                                  |
| 1934 | Hide-Out                      | Baby                          |                                               |
| 1934 | Have a Heart                  | Helen, secretaria de Schauber |                                               |
| 1935 | The Roaring West              | Mary Parker                   |                                               |
| 1935 | Nurse to You!                 | Muriel Chase                  |                                               |
| 1935 | The New Frontier              | Hanna Lewis                   |                                               |
| 1936 | Silver Spurs                  | Janet Allison                 | Otro título: Silverspurs                      |
| 1936 | Call of the Prairie           | Linda McHenry                 |                                               |
| 1936 | King of the Pecos             | Belle Jackson                 |                                               |
| 1936 | El secreto de vivir           | Theresa                       | Sin créditos                                  |
| 1936 | Three on the Trail            | Mary Stevens                  |                                               |
| 1936 | Two-Fisted Gentleman          | June Prentice                 |                                               |
| 1936 | Missing Girls                 | Dorothy Benson                | Otro título: When Girls Leave Home            |
| 1936 | House of Secrets              | Julie Kenmore                 |                                               |
| 1936 | Under Your Spell              | Gobernanta                    | Sin créditos                                  |
| 1936 | The Boss Rider of Gun Creek   | Starr Landerson               |                                               |
| 1936 | Ten Laps To Go                | Norma Corbett                 | Otro título: King of the Speedway             |
| 1937 | Rich Relations                | Trixie Lane                   |                                               |
| 1937 | Headline Crasher              | Edith Arlen                   |                                               |
| 1937 | Smoke Tree Range              | Nan Page                      |                                               |
| 1937 | Rustlers' Valley              | Agnes Randall                 |                                               |
| 1937 | Law for Tombstone             | Nellie Gray                   |                                               |
| 1937 | Boss of Lonely Valley         | Retta Lowrey                  |                                               |
| 1939 | Dog-Gone                      | Miriam Jones                  |                                               |
| 1939 | Home Boner                    | Mrs. Errol                    |                                               |
| 1939 | The Rookie Cop                | Fern                          | Otro título: Swift Vengeance                  |
| 1939 | Westbound Stage               | Joan Hale                     |                                               |
| 1940 | Roll, Wagons, Roll            | Ruth Benson                   | Otro título: Roll Covered Wagon               |